# Che Lu-li
Che Lu-li (čínsky pchin-jinem Hé Lǔlì, znaky 何鲁丽; 7. června 1934 – 19. března 2022) byla čínská lékařka a politička, místopředsedkyně stálého výboru Všečínského shromáždění lidových zástupců (parlamentu, 1998–2008), místopředsedkyně celostátního výboru Čínského lidového politického poradního shromáždění (1996–1998) a předsedkyně ústředního výboru Revolučního výboru čínského Kuomintangu (1996–2007), jedné z menších politických stran Čínské lidové republiky. Od 50. do 80. let pracovala jako dětská lékařska v různých pekingských nemocnicích, od 80. let působila v politice jako místostarostka Si-čchengu, jednoho z pekingských městských obvodů a pak místostarostka Pekingu (1988–1996), místopředsedkyně ústředního výboru Revolučního výboru čínského Kuomintangu (1988–1996) a místopředsedkyně výkonného výboru Všečínského svazu žen (1993–1998).

## Život
Che Lu-li se narodila 7. června 1934 v Ťi-nanu v provincii Šan-tung. Její rod pocházel z Che-ce na západě provincie Šan-tung a měl dlouhou tradicí vzdělanosti, k významným členům rodu patřili Che Er-ťien, ťin-š’ roku 1589 a schopný úředník, jeho syn Che Jing-žuej, ťin-š’ roku 1589 a prefekt Chang-čou a Che Ťin, ťin-š’ roku 1667 a písař v císařském sekretariátu. V 18. století význam rodu upadl. Otec Che Lu-li, Che S’-jüan, byl profesorem Sunjatsenovy univerzity, ministrem vzdělávání šantungské provinční vlády, během čínsko-japonské války vedl partyzánský boj s Japonci v Šan-tungu, po válce byl kuomintangskou vládou jmenován guvernérem Šan-tungu a pak starostou Pekingu. Po roce 1949 působil v Čínském lidovém politickém poradním shromáždění jako reprezentant Revolučního výboru čínského Kuomintangu.
Che Lu-li v letech 1952–1957 studovala medicínu na Pekingské lékařské univerzitě, potom pracovala jako lékařka Pekingské dětské nemocnice, dětské nemocnice v Si-čchengu (jednom z pekingských městských obvodů) a asistentka hlavního lékaře Pekingské nemocnice č. 2. Vstoupila do Revolučního výboru čínského Kuomintangu. V letech 1984–1988 působila jako zástupkyně starosty Si-čchengu, poté do roku 1996 pracovala ve funkci místostarostky Pekingu. Současně byla v letech 1988–1996 místopředsedkyní ústředního výboru Revolučního výboru čínského Kuomintangu a členkou stálého výboru celostátního výboru Čínského lidového politického poradního shromáždění a v letech 1993–1998 i místopředsedkyní výkonného výboru Všečínského svazu žen.
V únoru 1996 byl předseda ústředního výboru Revolučního výboru čínského Kuomintangu Li Pchej-jao ve svém domě zabit lupičem; Che Lu-li byla v březnu 1996 zvolena místopředsedkyní celostátního výboru Čínského lidového politického poradního shromáždění a v listopadu 1996 byla zvolena na uvolněné místo v čele strany a potvrzena na sjezdech v listopadu 1997 a prosinci 2002. V březnu 1998 a podruhé v březnu 2003 byla zvolena místopředsedkyní stálého výboru Všečínského shromáždění lidových zástupců (parlamentu). Působila i ve vedení Nadace Sung Čching-ling, Čínské asociaci pro podporu mírového sjednocení a Čínském lidovém sdružení pro přátelství se zahraničím.
Na sjezdu Revolučního výboru čínského Kuomintangu v prosinci 2007 ji v předsednictví ústředního výboru strany nahradil Čou Tchie-nung. V březnu 2008 opustila i své parlamentní funkce a místopředsedou Všečínského shromáždění lidových zástupců za Revoluční výbor čínského Kuomintangu byl zvolen Čou Tchie-nung.
Zemřela v Pekingu 19. března 2022.